# Łabajów (kompleks skoczni)
Kompleks skoczni narciarskich Wisła-Łabajów – trzy nieczynne skocznie narciarskie w dolinie Łabajowa w Wiśle w Beskidzie Śląskim, o punktach konstrukcyjnych K-65 i K-35 oraz K-12.
Pierwsza skocznia w dolinie Łabajowa zbudowana została w 1931 roku, a skakali na niej m.in. Bronisław Czech, Stanisław Marusarz oraz późniejszy długoletni trener polskich skoczków Mieczysław Kozdruń. Po przebudowie profilu skoczni w 1978 roku jej rekord wyniósł 63 m, a pierwsze szlify zdobywał na niej później Adam Małysz. Skocznia nosi imię Jana Lipowczana (1888-1947), zasłużonego działacza Sekcji Narciarskiej "Watra" przy cieszyńskim Oddziale Polskiego Towarzystwa Tatrzańskiego, organizatora narciarstwa turystycznego i sportowego w Beskidzie Śląskim.
W 2010 roku skocznie K-65 i K-35 przeszły gruntowną modernizację, na którą składały się m.in. unowocześnienie profilu oraz wycofanie progu o 2,3 metra.
Na obu skoczniach najczęściej odbywały się zawody młodych skoczków, w tym Lotos Cup, jak i również wcześniej Ogólnopolska Olimpiada Młodzieży, Mistrzostwa Śląska, Puchar Beskidów i inne. Skocznia K-65 wykorzystywana również była w celach treningowych przez członków seniorskiej reprezentacji Polski w skokach narciarskich.
Obiekty nie posiadały igelitu, przez co skoki na nich mogły odbywać się jedynie zimą Wyposażone były w wyciąg narciarski, a także sztuczne oświetlenie. W 2013 roku obok większych skoczni powstała skocznia „Witek” o punkcie konstrukcyjnym K-12 i o wielkości HS-15, która służyła najmłodszym dzieciom w stawianiu swoich pierwszych kroków na skoczniach i ułatwić treningi w czasie modernizacji skoczni Centrum w Wiśle.
Zeskok skoczni przebiegał przez mostek na potoku Łabajów oraz przez drogę, która była okresowo zamykana na czas zawodów i treningów. 
Po raz ostatni kompleks skoczni był użytkowany w 2014 roku. Od tego czasu konstrukcja najazdu, schodów usytuowanych wzdłuż zeskoku, jak i wieży sędziowskiej, zaczęła niszczeć. W 2017 roku podjęto decyzję o rozbiórce obiektu z powodów finansowych i ze względów bezpieczeństwa. 